# Yang Sang-min
Đây là một tên người Triều Tiên, họ là Yang.
Yang Sang-Min  (tiếng Hàn Quốc: 양상민; sinh ngày 24 tháng 2 năm 1984) là một cầu thủ bóng đá Hàn Quốc hiện tại thi đấu cho Suwon Samsung Bluewings.

## Thống kê sự nghiệp câu lạc bộ
| Thành tích câu lạc bộ | Thành tích câu lạc bộ   | Thành tích câu lạc bộ | Giải vô địch | Giải vô địch | Cúp     | Cúp       | Cúp Liên đoàn | Cúp Liên đoàn | Châu lục | Châu lục  | Tổng cộng | Tổng cộng |
| Mùa giải              | Câu lạc bộ              | Giải vô địch          | Số trận      | Bàn thắng    | Số trận | Bàn thắng | Số trận       | Bàn thắng     | Số trận  | Bàn thắng | Số trận   | Bàn thắng |
| Hàn Quốc              | Hàn Quốc                | Hàn Quốc              | Giải vô địch | Giải vô địch | Cúp KFA | Cúp KFA   | Cúp Liên đoàn | Cúp Liên đoàn | Châu Á   | Châu Á    | Tổng cộng | Tổng cộng |
| --------------------- | ----------------------- | --------------------- | ------------ | ------------ | ------- | --------- | ------------- | ------------- | -------- | --------- | --------- | --------- |
| 2005                  | Chunnam Dragons         | K League 1            | 17           | 1            | 3       | 0         | 12            | 0             | -        | -         | 32        | 1         |
| 2006                  | Chunnam Dragons         | K League 1            | 21           | 2            | 2       | 0         | 5             | 1             | -        | -         | 28        | 3         |
| 2007                  | Chunnam Dragons         | K League 1            | 2            | 0            | 0       | 0         | 0             | 0             | 1        | 0         | 3         | 0         |
| 2007                  | Suwon Samsung Bluewings | K League 1            | 22           | 0            | 2       | 0         | 9             | 0             | -        | -         | 33        | 0         |
| 2008                  | Suwon Samsung Bluewings | K League 1            | 15           | 0            | 2       | 0         | 7             | 0             | -        | -         | 24        | 0         |
| 2009                  | Suwon Samsung Bluewings | K League 1            | 16           | 0            | 4       | 1         | 2             | 0             | 6        | 0         | 28        | 2         |
| 2010                  | Suwon Samsung Bluewings | K League 1            | 20           | 0            | 4       | 0         | 3             | 0             | 7        | 0         | 34        | 0         |
| 2011                  | Suwon Samsung Bluewings | K League 1            | 23           | 0            | 2       | 0         | 1             | 0             | 8        | 1         | 34        | 1         |
| Tổng cộng             | Hàn Quốc                | Hàn Quốc              | 136          | 3            | 19      | 1         | 39            | 1             | 22       | 1         | 216       | 6         |
| Tổng cộng sự nghiệp   | Tổng cộng sự nghiệp     | Tổng cộng sự nghiệp   | 136          | 3            | 19      | 1         | 39            | 1             | 22       | 1         | 216       | 6         |